# Patriots of Micronesia
Patriots of Micronesia is sinds 1991 het volkslied van de Federale Staten van Micronesia, een land in de eilandengroep Micronesië. De muziek is die van het Duitse lied Ich hab' mich ergeben, die ook gebruikt werd door Johannes Brahms in zijn Festival Overture en door Gustav Mahler in zijn derde symfonie. Dat lied werd in 1949 en 1950 gebruikt als het volkslied van West-Duitsland. De tekst is een vrije bewerking van het Duitse origineel.
Een ander lied maakt aanspraak op dezelfde titel. Daarom wordt ter onderscheid dit lied ook weleens genoemd naar een regel uit het tweede couplet, Across all Micronesia.

## Tekst
| Engels origineel Tis here we are pledging, with heart and with hand, Full measure of devotion to thee, our native land, Full measure of devotion to thee, our native land. Now all join the chorus, let union abide. Across all Micronesia join hands on every side, Across all Micronesia join hands on every side. We all work together, with hearts, voice and hand, Till we have made these islands another promised land, Till we have made these islands another promised land. | Nederlandse vertaling Hier getuigen wij In ons hart en metterdaad De volle maat van toewijding Aan u, ons vaderland. De volle maat van toewijding Aan u, ons vaderland. Zingt allen mee in koor, Laat samenhang beklijven. Door heel Micronesia, Reik elkaar de hand. Door heel Micronesia, Reik elkaar de hand. We werken allen samen, Met ons hart, in woord en daad, Wij maken deze eilanden Een nieuw beloofde land. Wij maken deze eilanden Een nieuw beloofde land. |